# Lebowa
Lebowa fue un bantustán establecido en 1969 por el gobierno de Sudáfrica. Se le otorgó autonomía de gobierno en 1972.
Su creación fue producto de la política de "desarrollo separado" que el gobierno de Sudáfrica implementó como parte de su sistema de apartheid. La premisa fue dedicar un área de territorio donde los sothos del norte (también llamados pedi) pudieran desarrollarse en forma aislada de las zonas reservadas a los blancos. En 1989 Lebowa contaba con 2,6 millones de habitantes.
Inicialmente formado por once territorios disjuntos, posteriormente consolidados en tres, estaba situado en el noreste de Sudáfrica en el centro del antiguo Transvaal. La ciudad de Seshego ofició inicialmente de capital territorial mientras se avanzaba en la construcción de Lebowakgomo, destinada a tal fin. El 2 de octubre de 1972, el gobierno del apartheid concedió a Lebowa autonomía administrativa.
En 1994 la constitución reconoció la igualdad entre todos los habitantes de Sudáfrica cualquiera fuera su raza, y todos los estados de esta clase (también llamados bantustanes) quedaron disueltos, por lo que la región se reintegró al resto del país.
- Datos: Q1433131
- Multimedia: Lebowa / Q1433131